# تور دوچرخه‌سواری آونیر
تور دوچرخه‌سواری آونیر (ترجمه فارسی: تور آینده) مسابقهٔ مرحله‌ای دوچرخه‌سواری جاده است که به صورت سالانه در فرانسه برگزار می‌شود. این مسابقه در سال ۱۹۶۱ به عنوان مسابقه‌ای مشابه تور دو فرانس و شامل بخش‌هایی از مسیر آن، برای رکابزنان آماتور و نیمه حرفه‌ای بنا نهاده‌شد. رکابزنانی مانند فلیچه جیموندی، یوپ سوتملک، گرگ لوموند، میگل ایندوراین و لوران فینیون که جمعاً ۱۲ بار برندهٔ تور دو فرانس شده‌اند، در این تور به پیروزی دست یافتند.

## تاریخچه
مسابقه در سال ۱۹۶۱ توسط ژاک مارشان، ویراستار لکیپ، راه‌اندازی شد تا تیم‌های شوروی و سایر کشورهای کمونیست را که رکابزن حرفه‌ای نداشتند به تور دو فرانس جذب کند. این مسابقه تا سال ۱۹۶۷ در بخشی از روزهای برگزاری تور دو فرانس ساعتی زودتر از مسابقهٔ اصلی و در بخشی از مسیر اصلی مسابقه برگزار می‌شد؛ ولی از سال ۱۹۶۸ به سپتامبر منتقل شد و در مسیری جداگانه برگزار می‌شود. از سال ۱۹۷۰ تا ۱۹۹۰ بارها عنوان آن تغییر یافت. در سال‌های ۱۹۷۵ و ۱۹۹۱ مسابقه برگزار نشد.
حضور در تور آونیر از سال ۱۹۶۱ تا ۱۹۸۰ به رکابزنان آماتور محدود می‌شد و از سال ۱۹۸۱ برای رکابزنان حرفه‌ای نیز آزاد شد. پس از سال ۱۹۹۲ رکابزنان زیر ۲۵ سال مجاز به شرکت در آن بودند و از سال ۲۰۰۷ تنها رکابزنان ۲۳ ساله و جوان‌تر می‌توانند در تور شرکت کنند.
از سال ۲۰۰۸ مسابقات به صورت کشوری برگزار می‌شود.